# Numsen
(von) Numsen er en uddød dansk adelsslægt (sværd-/brevadel).
Familien Numsen kan føres tilbage Hans Numsen (1613-1652), materialskriver ved Bremerholm, der sikkert[kilde mangler] stammer fra Hertugdømmet Slesvig og måske[kilde mangler] er identisk med den Hans Numsen, der 1613 blev døbt i Husum som søn af Numen Ketelsen; i sit ægteskab med Inger Margrethe Vibe (1622-1648) — datter af biskop Mads Jensen Medelfar (1579-1637) — havde han sønnen gehejmeråd, generalmajor Mathias Numsen (1646-1731), der 1688 fik våbenbrev. Hans sønner var generalløjtnant Christian Wilhelm Numsen (1687-1756) og feltmarskal, oversekretær Michael Numsen (1686-1757), der var fader til generalløjtnant Frederik Numsen (1737-1802) og gehejmekonferensråd, overhofmarskal Christian Frederik Numsen (1741-1811), med hvem mandslinjen uddøde, samt til Magdalene Charlotte Hedevig Numsen (1731-1796), gift med gehejmeråd, lensbaron Severin (Søren) Leopoldus Løvenskiold (1719-1776) til baroniet Løvenborg, Maria Numsen (1734-1765), der ægtede gehejmeråd, stiftamtmand, lensgreve Eggert Christopher Knuth (1722-1776) til grevskabet Knuthenborg, og Frederikke Anna Øllegaard Numsen (1732-1809), som var gift med gehejmekonferensråd, amtmand Johan Rudolph Bielke (1746-1813).